# Saint-Pardon-de-Conques
 Saint-Pardon-de-Conques  (en occitano Sent Perdon de Concas) es una población y comuna francesa, situada en la región de Aquitania, departamento de Gironda, en el distrito de Langon y cantón de Langon.

## Demografía
| 247 | 197 | 189 | 235 | 361 | 393 |
| Para los censos de 1962 a 1999 la población legal corresponde a la población sin duplicidades (Fuente: INSEE [Consultar]) |     |     |     |     |     |